# Rhinotermes marginalis
Rhinotermes marginalis is een termiet uit de familie Rhinotermitidae. De wetenschappelijke naam van de soort werd als Hemerobius marginalis in 1758 gepubliceerd door Carl Linnaeus.